# 스페이스 퀘스트
스페이스 퀘스트(Space Quest)는 1986년부터 1995년 사이에 출시된 6부작 만화 SF 어드벤처 게임 시리즈이다. 이 게임들은 은하계를 누비며 "진실, 정의, 그리고 깨끗한 바닥"을 위해 투쟁하는 불운한 청소노동자 로저 윌코의 모험을 따라간다.
시에라 온라인(Sierra On-Line)을 위해 처음 개발된 이 게임들은 마크 크로우와 스콧 머피(스스로를 "안드로메다에서 온 두 남자"라고 칭함)가 제작했으며, 스타워즈와 스타 트렉(주제곡 자체가 스타워즈 테마곡을 패러디한 것임)과 같은 SF (장르) 영화와 맥도날드에서 마이크로소프트에 이르기까지 대중문화 현상을 패러디했다. 이 시리즈는 말장난과 엉뚱한 스토리라인을 바탕으로 한 우스꽝스러운 유머 감각을 특징으로 한다. 끊임없는 패배자인 로저 윌코는 종종 우주를 (종종 우연히) 구하지만, 그 과정에서 사소한 규정을 위반했다는 이유로 무시당하거나 처벌받는 약자로 묘사된다.